# Циммер, Эмма
Эмма Анна Мария Циммер, урождённая Мецель (нем. Emma Anna Maria Zimmer; 14 августа 1888, Шлюхтерн — 20 сентября 1948, Хамельн) — нацистская военная преступница.
С 1939 по 1942 годы — старшая надзирательница в концентрационном лагере Равенсбрюк. С 1 июля 1941 — член НСДАП. В октябре 1942 года переведена в концентрационный лагерь Освенцим (Аушвиц-Биркенау). Получила известность из-за жестокого и даже садистского обращения с заключёнными.
К окончанию войны была освобождена от всех занимаемых должностей, вероятно, в связи с возрастом или хроническим алкоголизмом.
21 июля 1948 года британский военный трибунал (2 — 21 июля 1948 года) в Гамбурге признал Эмму Анну Марию Циммер виновной по обвинению в истязаниях заключённых и отборе их для уничтожения в газовых камерах и приговорил её к смертной казни через повешение. Приговор приведён в исполнение 20 сентября 1948 года в г. Хамельне.